# Morzanie (chór)
Kaszubski Regionalny Chór „Morzanie” – amatorski chór regionalny promujący kulturę kaszubską. 
Chór dał ponad 900 koncertów. Jest członkiem Rady Chórów Kaszubskich. Siedzibą chóru jest Dom Kaszubski w Dębogórzu. Jest pomysłodawcą i organizatorem imprez kulturalnych na terenie gminy Kosakowo, takich jak Spotkania Chóralne, Festiwalu Kolęd Kaszubskich i Spotkanie z kolędą. Gośćmi chóru były chóry z Niemiec, Wielkiej Brytanii, Brazylii, Singapuru i Norwegii.

## Historia
Chór został założony 22 marca 2001 roku, jako kontynuacja istniejącego na początku XX wieku Towarzystwa Śpiewaczego założonego przez Józefa Klebbę. Brał udział w II Zlocie Chórów Ziemi Jarocińskiej w Żerkowie w 2003 roku. 31 sierpnia 2005 roku brał udział w obchodach rocznicy powstania „Solidarności”. Wziął udział również w II Międzynarodowym Festiwalu Chóralnym w Toszku. W grudniu 2006 roku wraz z innymi chórami Rady Chórów Kaszubskich, Orkiestrą Symfoniczną Akademii Muzycznej w Gdańsku wziął udział w koncercie z okazji 50-lecia powstania Zrzeszenia Kaszubsko-Pomorskiego, który odbył się w Filharmonii Bałtyckiej w Gdańsku. 

## Dyrygenci
Źródło: 
- 2001–2016 – Przemysław Stanisławski
- 2016–2022 – Paweł Nodzak
- 2022–2024 – Agnieszka Łabuda-Wiatr
- od 2024 – Bartłomiej Buller

## Prezesi
- 2001–2015 – Wanda Krause
- 2015–2021 – Hildegarda Skurczyńska
- 2021–2024 – Ewa Browarczyk[4]
- od 2024 – Wanda Krause[5]

## Nagrania
- 2004 – „Morzanie”
- 2007 – „Morzanie. Świąteczne kolędowanie”

## Osiągnięcia
- Przegląd Pieśni Kaszubskiej, Wierzchucino 2002 rok – I nagroda
- Powiatowy Przegląd Pieśni o Morzu, Dębogórze 2003 – I nagroda
- XVIII Ogólnopolski Festiwal Pieśni o Morzu, Wejherowo 2004 – wyróżnienie za najlepsze wykonanie pieśni kaszubskiej
- IV Międzynarodowy Festiwal Chóralny „Mundus Cantat Sopot” 2008 – wyróżnienie
- X Festiwal Pieśni Kaszubskiej „Kaszëbszczé Tónë Nad Môlim Morza”, Swarzewo 2009 – Grand Prix „Bursztynowego Skowronka”
- grudzień 2007 – dyplom Ministra Kultury i Dziedzictwa Narodowego oraz Nagroda „Bursztynowego Mieczyka”
- IX Festiwal Piosenki Żołnierskiej, Pierwoszyno 2015 – II miejsce w kategorii zespoły[6]
- Festiwal Muzyki Chóralnej „Spotkajmy się nad Radunią”, Pruszcz Gdański 2017 – Grand Prix i nagroda dla najlepszego dyrygenta dla Pawła Nodzaka[7]
- XIII Festiwal Muzyki Chóralnej i Regionalnej, Żukowo 2017 – srebrny dyplom w kategorii chórów kameralnych do 24 osób oraz nagroda za promocję kultury kaszubskiej[8]
- II Ogólnopolski Festiwal Chóralny 50+, Wejherowo 2018 – Złote Pasmo oraz I miejsce w kategorii chóry kameralne[9]
- IV Międzynarodowe Muzyczne Zmagania Seniorów, Szczecin 2018 – II miejsce[10]
- XV Jubileuszowy Kaszubski Festiwal Chóralny, Żukowo 2019 – brązowy dyplom[11]
- XVII Międzynarodowy Festiwal Chóralny "Mundus Cantat Sopot" 2021 - srebrny dyplom[12]
- XIX Międzynarodowy Festiwal Chóralny „Mundus Cantat Sopot” 2023 – brązowy dyplom[13]

## Podróże
- 2006 – Litwa – koncerty w Wilnie i Duksztach
- 2008
  - Niemcy – koncert w Garmisch-Partenkirchen
  - Włochy – koncerty w Rimini, Loreto, Ortonie, San Giovani Rotondo, Villaricca, Monte Cassino, Asyżu, Florencji, Wenecji, oraz krótki koncert na Placu św. Piotra w Watykanie
- 2016 – Włochy – koncerty w Mediolanie, Turynie, Castelnuovo Don Bosco[14]
- 2019 – koncerty w Gubinie i Krośnie Odrzańskim[15]